# Parafia św. Aleksandry w Stanisławowie
Parafia św. Aleksandry – parafia prawosławna w Stanisławowie, w dekanacie Warszawa diecezji warszawsko-bielskiej.
Na terenie parafii funkcjonuje 1 cerkiew:
- cerkiew św. Aleksandry w Stanisławowie – parafialna

W Prawosławnym Domu Opieki Społecznej „Betania” w Stanisławowie znajduje się kaplica.

## Historia
Parafia prawosławna w Stanisławowie koło Pomiechówka została założona w I połowie XIX w., po rozpoczęciu przez władze carskie rozbudowy twierdzy w Modlinie. Wokół tej twierdzy osiedlili się chłopi pochodzący z guberni pskowskiej. Początkowo należeli do parafii nowogieorgijewskiej, jednak ze względu na uwarunkowania militarne uczęszczanie na cerkiewne nabożeństwa było dość utrudnione. Dlatego też ówczesne władze Królestwa Polskiego postanowiły wybudować dla prawosławnych  przesiedleńców z głębi Rosji dodatkową cerkiew w jednej ze wsi nieopodal Modlina.
Plan cerkwi został zatwierdzony w 1840, zaś 10 maja 1844 w Kolonii Aleksandryjskiej (dzisiejszym Stanisławowie) poświęcono miejsce pod budowę nowej świątyni. Cerkiew wzniesiono w ciągu roku i konsekrowano 29 września 1845 pod wezwaniem św. Męczennicy Księżnej Aleksandry. Parafia w owym czasie liczyła około 400 wiernych, posiadała też własny cmentarz (w odległości 3 km od twierdzy modlińskiej), na którym w 1852 zbudowano murowaną kaplicę pod wezwaniem Ikony Matki Bożej Wszystkich Strapionych Radość. Do parafii oprócz Kolonii Aleksandryjskiej należały również inne „kolonie rossyjskie” założone w rejonie twierdzy modlińskiej z polecenia namiestnika Królestwa Polskiego księcia Iwana Paskiewicza: Konstantynowska, Kosewka, Szczypiorna i Zakroczymska. W 1907 parafia powiększyła się terytorialnie (objęła swoim zasięgiem m.in. okolice Płońska), w wyniku czego nastąpił wzrost liczby wiernych do około 1300 osób.
W okresie I wojny światowej cerkiew św. Aleksandry uległa poważnym uszkodzeniom i po wojnie została rozebrana. Nabożeństwa w tym czasie celebrowano w domu parafialnym. Z części cegieł oraz wewnętrznych filarów pozostałych z rozbiórki cerkwi wzniesiono w 1935 mniejszą, jednokopułową świątynię (w miejscu poprzedniej). W nowej stanisławowskiej cerkwi umieszczono ikonostas pochodzący z nieistniejącej dziś cerkwi św. Jerzego, która znajdowała się na terenie twierdzy modlińskiej.
W 2013 parafia liczyła 35 wiernych. Jest jedyną wiejską placówką prawosławną w województwie mazowieckim. Przy parafii działa Prawosławny Dom Opieki Społecznej „Betania”, powstały w latach 70. XX w. Cmentarz parafialny znajduje się w Nowym Modlinie. Od 1998 parafia jest ponownie właścicielem opuszczonego prawosławnego cmentarza wojskowego, mieszczącego się również w Nowym Modlinie.

## Wykaz proboszczów
- 1846 – ks. Grzegorz Dołżanskij
- ?–1885 – ks. Teofan Ułowicz
- 1885–? – ks. Joan Wozniesienskij
- ?–1907 – ks. Bazyli Torskij
- 1908–1910 – ks. Jan Bogdanowicz
- 1910–1913 – ks. Bazyli Bajkow
- 1913–1915 – ks. Mikołaj Karpowicz
- 1933–1937 – ks. Jan Sajczuk
- 1937–1945 – ks. Teodor Rakiecki
- 1945–1958 – duchowieństwo z parafii katedralnej w Warszawie
- 1958–1964 – ks. Włodzimierz Kuprjanowicz
- 1964–1970 – ks. Borys Dekaniec
- 1970–1976 – ks. Rościsław Kozłowski
- 1976–1992 – ks. Anatol Kościuczuk
- 1992–1998 – o. ihumen Warsonofiusz (Doroszkiewicz)
- 1998–1999 – ks. Mirosław Czurak
- 1999–2001 – ks. Mirosław Świderski
- 2001–2005 – ks. Piotr Rajecki
- od 2005 – ks. Andrzej Bołbot